# Ближняя Рогатка
Ближняя Рогатка — исторический район Санкт-Петербурга, на пересечении нынешних Московского и Лиговского проспектов в середине сегодняшней площади Московских ворот.

## Наименование
Рогатками в петровские времена назывались заграждения на дорожных заставах, где вёлся контроль за проезжающими. В Петербурге служители застав следили за беглецами из города и контролировали наличие трёх камней в каждом въезжающем транспорте — камни по указу Петра I доставлялись в Петербург для мощения строящихся на болоте улиц.

## История

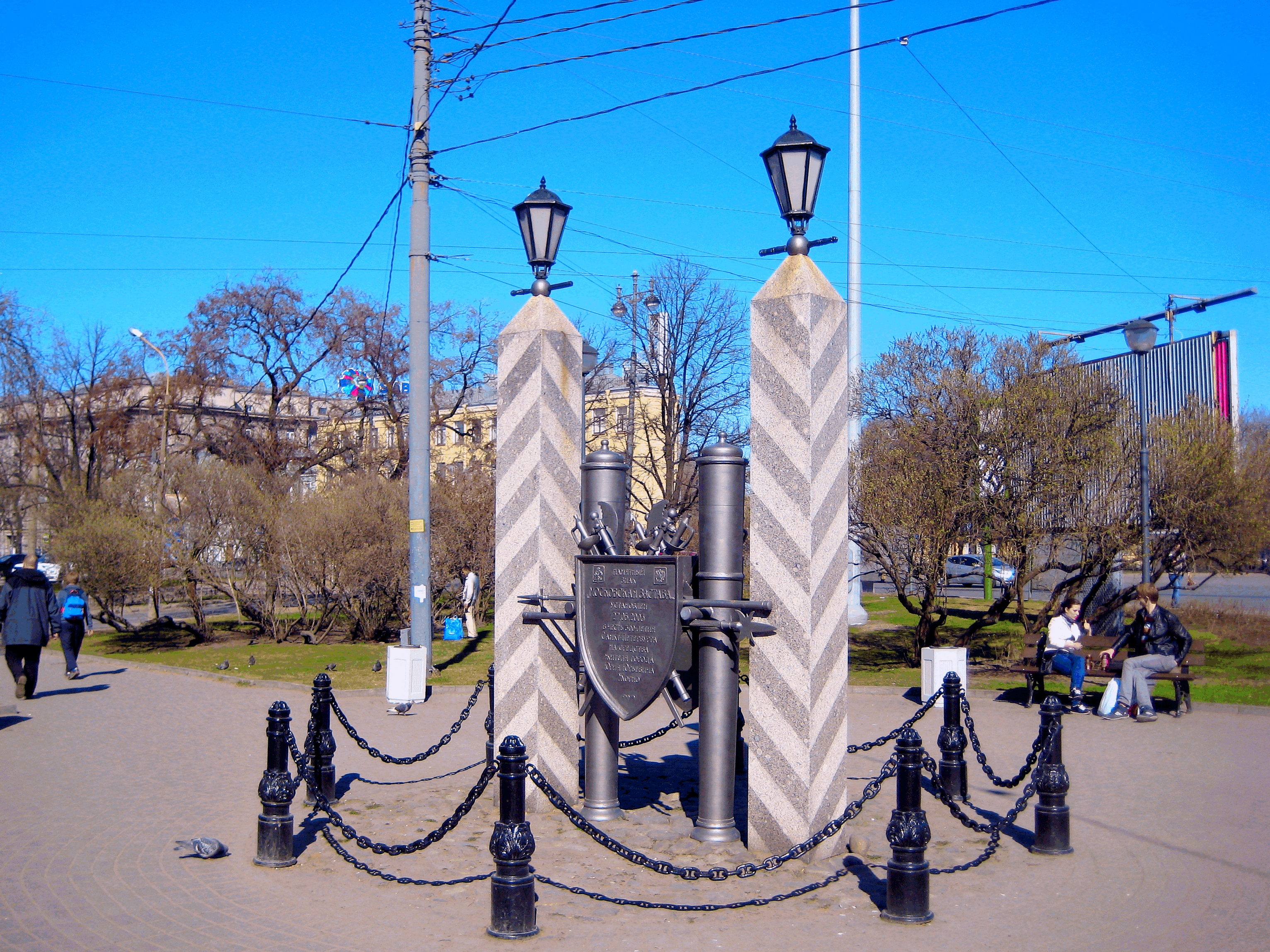
Памятный знак «Московская застава»

В 1-й трети XVIII века в Петербурге было две заставы — Выборгская и Московская.
Первая застава в южном направлении, оборудованная рогаткой, появилась в районе пересечения современных Лиговского проспекта и Разъезжей улицы (метро «Лиговский проспект»). С 1740-х гг., в связи с устройством дороги на Царское Село, кордон и рогатка переехали к месту, где в 1838 г. были сооружены Московские ворота. Далее по ходу Московского тракта (современного Московского проспекта) появились две другие заставы. Все три заставы в народе стали именоваться «рогатками» — «Первой», «Второй» и «Третьей» или же «Ближней», «Средней» и «Дальней» — относительно центра Петербурга.
Со временем названия «рогаток» стали восприниматься как исторические районы — Ближняя Рогатка, Средняя Рогатка и Дальняя Рогатка. У Средней Рогатки возникла немецкая колония, которая переросла в населённый пункт Средняя Рогатка, упразднённый в 1958 году.
Первая Рогатка, долгое время бывшая «воротами города», также стала известна как Московская застава. Это название сохранилось в названии современного муниципального округа «Московская застава», учреждённого в 1998 году.

## Достопримечательности
На месте Ближней Рогатки сегодня находятся Московские триумфальные ворота.

### Московские триумфальные ворота
Московские Триумфальные ворота возведены в 1836—1838 годах по проекту архитектора В. П. Стасова и скульптора Б. И. Орловского в честь побед русского оружия в войнах с Персией и Турцией в 1828—1829 годах. Триумфальные ворота состоят из 12 колонн дорического ордера с каннелюрами, основание гранитное, вокруг ворот расположены 14 чугунных тумб и 16 таковых же полутумб. Высота ворот 23 м, длина 36 м. На фризе размещены скульптурные изображения гениев Славы, держащих щиты с гербами российских губерний.

## Транспорт
Здесь находится станция метро  «Московские ворота»